# Опольський замок П'ястів
Опольський замок П'ястів (пол. Zamek Piastowski w Opolu) — один із двох замків в Ополі, давня садиба опольських П'ястів, що знаходилася на острові Острувек, посеред течії річки Одри. Замок було розібрано у 1928—1931 роках, єдиною його вцілілою частиною є вежа П'ястів. 

## Історія
На місці, де пізніше було побудовано замок, раніше існувало городище племені ополян, історія якого сягає VIII століття. Під час правління Мешка I, близько 985 року, тут було споруджено нові укріплення у формі так званого "п'ястівського городища". У 1228 році князь Казимир I Опольський розпочав тут будівництво мурованого замку. У XIII столітті замок було розбудовано опольськими П'ястами, зокрема Болеславом I Опольським у 1273—1289 роках. У той час було споруджено палати, а у середині XIV століття — вежу П'ястів, яка збереглася донині. 
Замок був резиденцією опольських П'ястів до смерті останнього представника родини (Яна II Доброго) у 1532 році. У 1552 році в замку планувала поселитися княгиня Ізабелла Ягеллонка, сестра польського короля Сигізмунда II Августа, однак замок був непридатним для проживання. Наприкінці XVI століття замок було укріплено, завдяки чому він слугував як фортеця під час Тридцятилітньої війни. Внаслідок облог та подальших пожеж стан замкових будівель значно погіршився.  
У XIX столітті будівля втратила свій оборонний характер — у 1838—1855 роках було розібрано замкові мури були, засипано рів, а також розібрано будинок, в якому у XVIII столітті містився суд. У 1860 році замок було пристосовано до потреб резиденції адміністрації округа та дещо модернізовано. У 1880 році було відремонтовано вежу, зокрема її було оштукатурено та покрито конічним шоломом. Місцевість навколо замку було перетворено на парк, відкритий для мешканців міста. У 1885—1886 роках північне крило було подовжене до голодної вежі. 
У 1904—1906 роках північне крило було перебудовано, а з південно-західного боку  — збудовано нове у стилі неоренесансу. Подальші плани модернізації були відкинуто через Першу світову війну. 
У 1928—1931 роках за рішенням тодішнього президента адміністрації округу Альфонса Проске, замок було знесено через жахливий технічний стан. Лише завдяки гострому спротиву польської меншини в Ополі та Союзу поляків Німеччини вдалося відстояти замкову вежу, так звану вежу П'ястів — один з символів Ополя у наш час. 
На місці замку, за проєктом архітектора Фрідріха Леманна, було зведено нову офісну будівлю, введену в експлуатацію у 1934 році. 

## Світлини

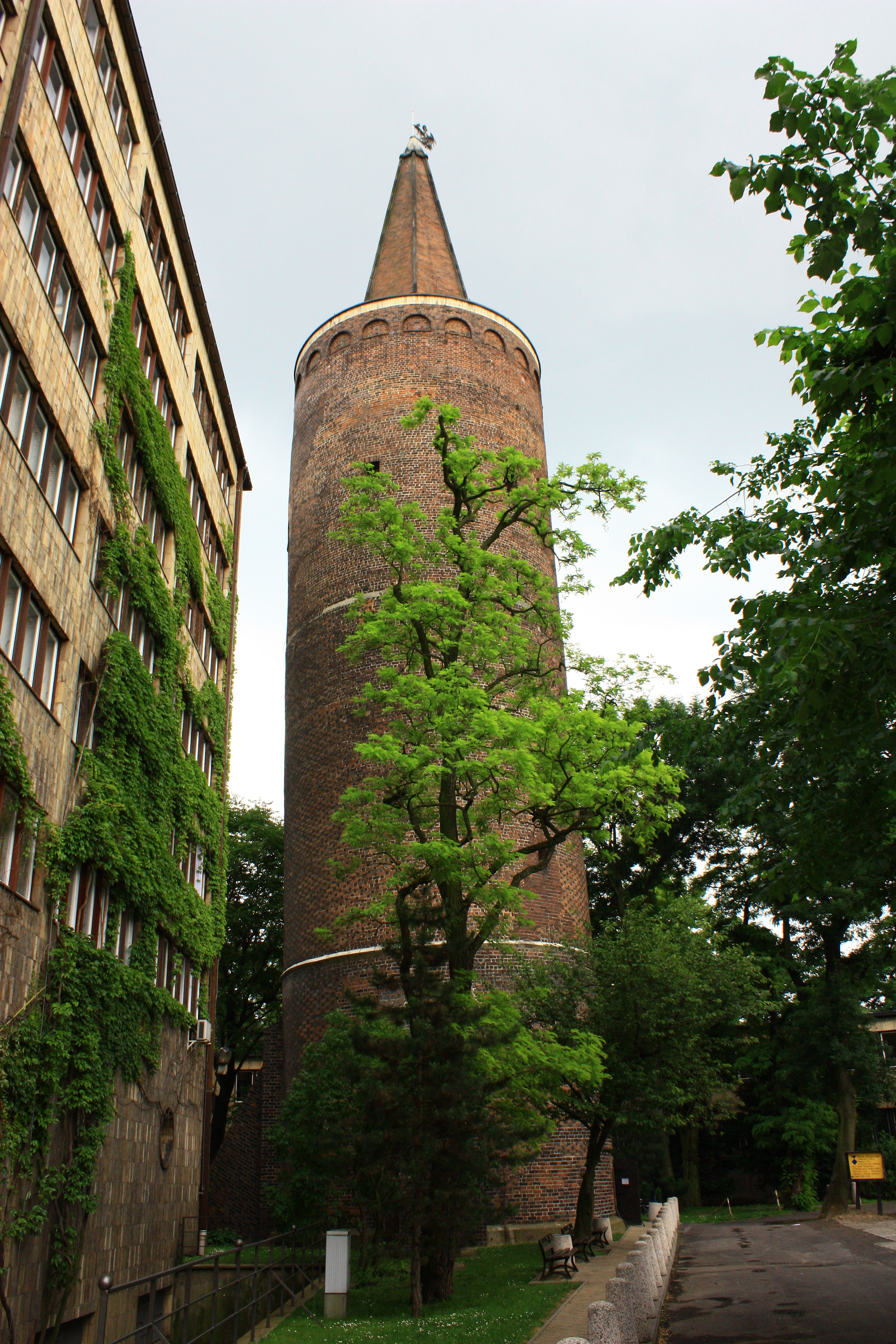
Вежа П'ястів у наш час
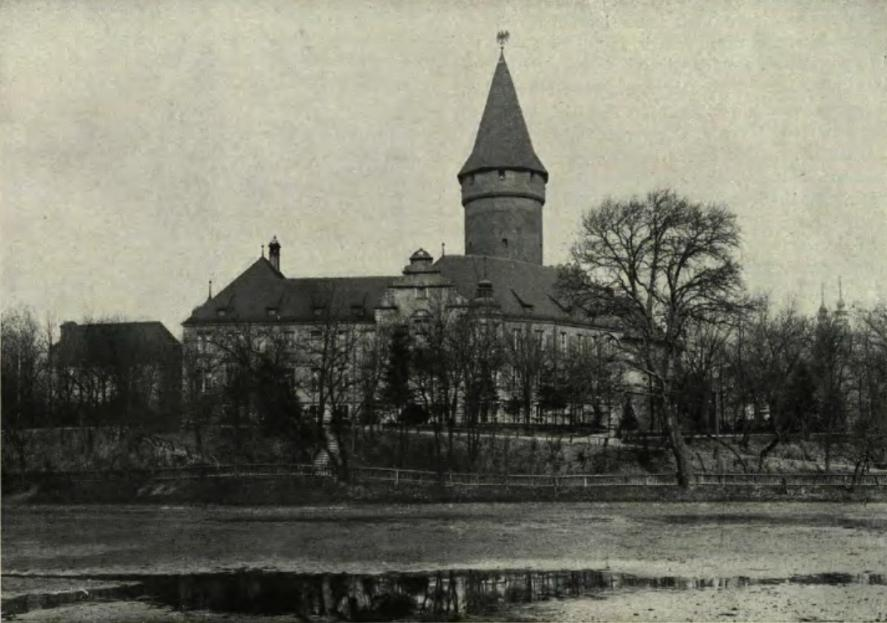
Вигляд замку зі сторони замкового ставу на початку XX століття
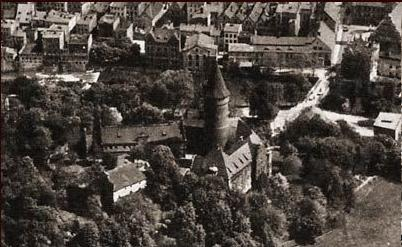
Вигляд замку з льоту птаха у 20-их роках XX століття
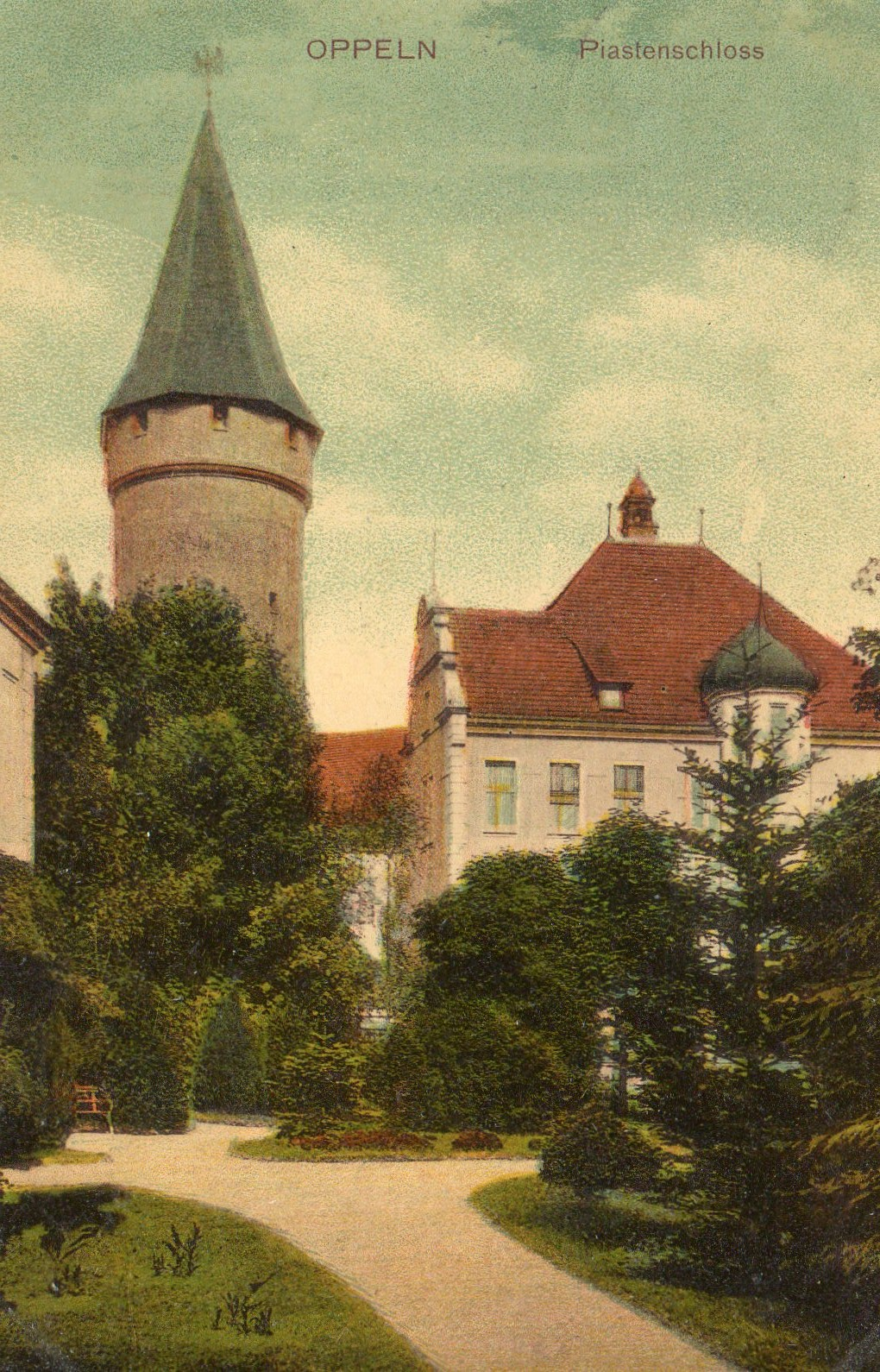
Вигляд замку з парку, поштова листівка, 1910 рік
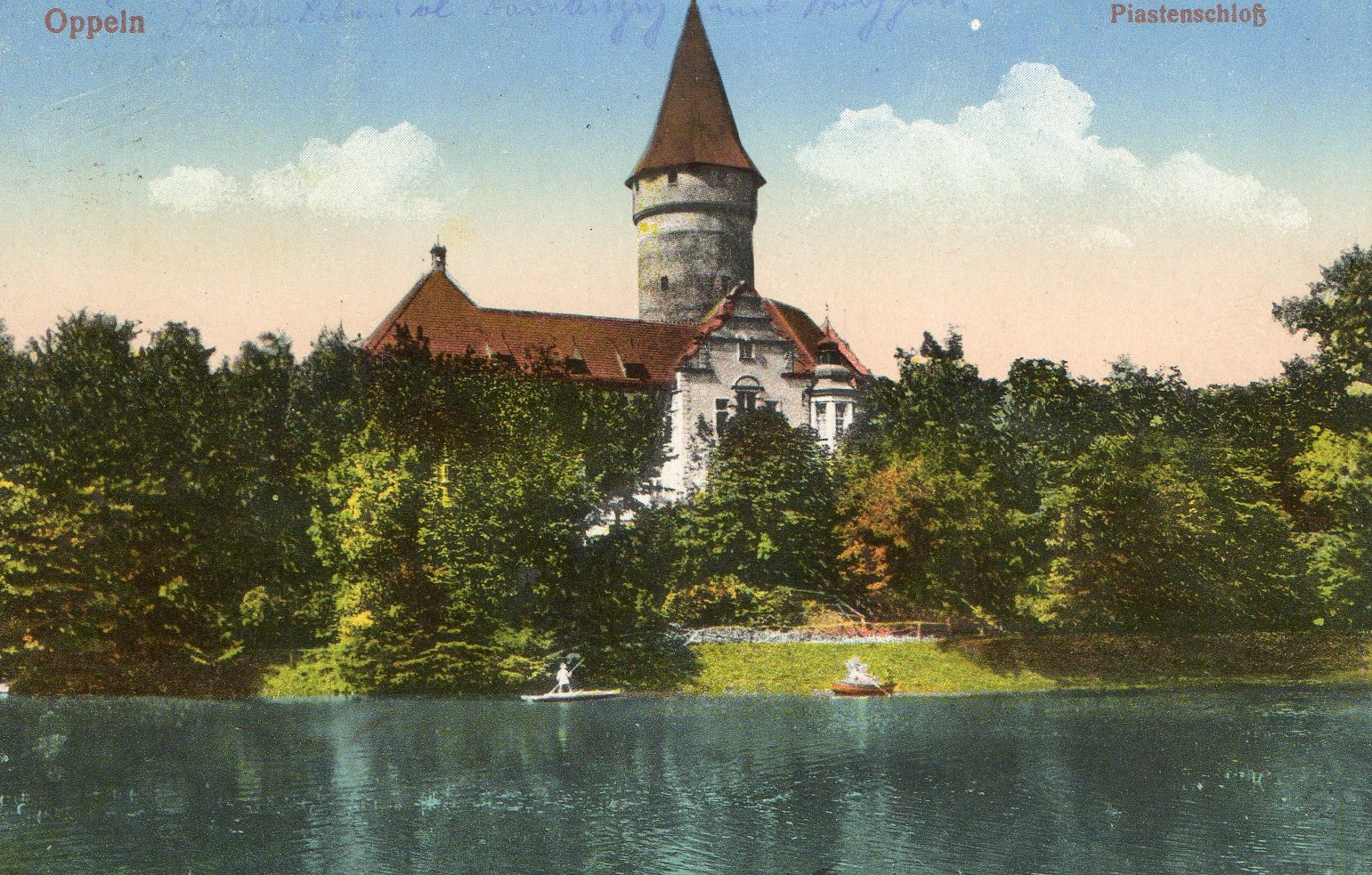
Вигляд замку зі сторони замкового ставу, поштова листівка, 1915 рік